# Ахмед аль-Хазнаві
Ахмед Ібрагім аль-Хазнаві аль-Гамді (араб. أحمد الحزنوي; 11 жовтня 1980, Ель-Баха, Саудівська Аравія  – 11 вересня 2001, Шанксвілл, Пенсільванія, США) — саудівський терорист, під час терактів 11 вересня один з чотирьох викрадачів рейсу 93 авіакомпанії United Airlines, який впав на поле у Стонікрік Тауншип, штат Пенсільванія, коли пасажири намагалися взяти керування на себе.
2000 році залишив родину, щоб воювати в Чечні. Обраний для участі в терактах 11 вересня, за туристичною візою прибув до США у червні 2001 року під контролем Аль-Каїди. У США оселився у Флориді та допоміг спланувати теракти.
11 вересня 2001 року сів на борт рейсу 93 United Airlines і брав участь у викраденні літака, який мав врізатися в Капітолій. Вважається, що аль-Хазнаві або Ахмед ан-Намі пронесли бомбу.

## Ранні роки
Народився в сім'ї саудівського імама з провінції Аль-Бахах, на південному заході Саудівської Аравії. Виріс у селі Хазна, де його батько був священнослужителем у мечеті на центральному ринку села. Належав до сім'ї, яка була частиною більшого племені Гамд. Його одноплемінниками були інші викрадачі Саїда аль-Гамді, Хамза аль-Гамді й Ахмеда аль-Гамді. Вивчивши напам'ять Коран, став гафізом.
Відзначається, що ця група викрадачів познайомилась приблизно 1999 року і є однією з найбільш релігійних.

## Рання діяльність

### 1999—2000 роки
1999 року оголосив, що покидає сім'ю, щоб воювати в Чечні, проти волі батька. Повідомляється, що його батько та брат Абдул Рахман аль-Хазнаві востаннє чули про нього наприкінці 2000 року, коли він згадав про навчання в Афганістані.
12 листопада 2000 року подав заяву й отримав дворічну американську візу B-1/B-2 (туристична/ділова) у Джидді, Саудівська Аравія.
З 27 листопада до 27 грудня 2000 року перебував у Саудівській Аравії на Рамадані. Існує теорія, що під час цієї поїздки він міг розповісти Саїду та Хамзі аль-Гамді про операцію.
Десь наприкінці 2000 року поїхав до Об'єднаних Арабських Еміратів, де придбав дорожні чеки, які, ймовірно, оплатив Мустафа аль-Хавсаві. П'ятеро інших викрадачів також пройшли через ОАЕ та придбали дорожні чеки, зокрема Маджед Мокед, Саїд аль-Гамді, Хамза аль-Гамді, Вайль аль-Шехрі та Ахмед аль-Намі.

### 2001 рік
Був одним із чотирьох викрадачів, які зупинялися в гостьовому будинку в Кандагарі у березні 2001 року, де їх бачив Мохаммед Джабара. Джабара особливо згадував аль-Хазнаві, кажучи, що він був «дуже побожним і міг прочитати весь Коран напам'ять».
8 червня прибув до Маямі, штат Флорида, разом з викрадачем Ваїлом аль-Шехрі. Був одним із дев'яти викрадачів, які відкрили банківський рахунок у SunTrust з готівковим депозитом приблизно у червні 2001 року. Вважається, що він переїхав до Зіада Джарра, який отримав нову квартиру в Лодердейл-бай-зе-Сі, після того, як обидва чоловіки дали власнику ксерокопії своїх німецьких паспортів, які він пізніше передав до ФБР.
25 червня Джарра відвіз аль-Хазнаві до лікарні Святого Хреста у Форт-Лодердейлі. Лікар Крістос Цонас виписав антибіотики для лікування порізу на лівій гомілці. Аль-Хазнаві пояснив, що наштовхнувся на валізу. У ЗМІ повідомлялося, що це ознака сибірки та міг бути зв'язок з атаками сибірки 2001 року, хоча ФБР спростувало чутки, заявивши, що «всебічне тестування не підтвердило наявність сибірки усюди, де були викрадачі».
10 липня отримав водійське посвідчення у Флориді, а 7 вересня 2001 року отримав ще одну копію, заповнивши форму про зміну адреси. 2001 року п'ять інших викрадачів також отримали дублікати посвідчень у Флориді, а інші мали посвідчення, видані в інших штатах. Існує припущення, що таким чином різні люди могли використовувати одні й ті ж посвідчення.
Джарра й аль-Хазнаві отримали квитки в один бік на рейс 93 United Airlines 5 вересня. 7 вересня всі четверо викрадачів рейсу 93 вилетіли з Форт-Лодердейла до міжнародного аеропорту Ньюарк на борту Spirit Airlines.

## Напади
11 вересня 2001 року прибув до міжнародного аеропорту Ньюарка і сів на рейс 93 United Airlines. Попри додаткову перевірку зміг сісти на рейс без пригод, лише його зареєстрований багаж потребував додаткового контролю на наявність вибухівки.
Через затримку рейсу пілоту й екіпажу повідомили про випадки викрадення того дня. За кілька хвилин рейс 93 також викрали.
Принаймні два з телефонних дзвінків, зроблених пасажирами, свідчать про те, що викрадачі були в червоних банданах. Згідно з дзвінками тулуб одного був обв'язаний коробкою, і терорист стверджував, що всередині — бомба. Деякі пасажири висловили сумнів, що бомба справжня.
Пасажири літака телефоном дізналися про долю інших викрадених літаків. Пасажири спробували знешкодити терористів. Три рази протягом п'яти секунд лунали вигуки болю або страждання з кабіни, що свідчить про те, що на викрадача напали пасажири. Пілот-викрадач Зіад Джарра скерував літак у порожнє поле поблизу Шанксвілла, штат Пенсільванія, щоб перешкодити пасажирам отримати контроль над літаком. Внаслідок аварії загинули всі, хто був на борту.

## Наслідки
«Arab News» повідомили, що брат аль-Хазнаві, Абдул Рахман, повідомив, що особа на фотографії, опублікованої місцевими газетами, не схожа на його брата.
16 квітня 2002 року відеозапис «Заповіти мучеників битви за Нью-Йорк і Вашингтон» показали на каналі Al Jazeera. У той час як вимовляють ім'я аль-Гамді, аль-Хазнаві говорить. Офіційні особи припустили, що ім'я було лише покликанням на його племінну приналежність. Вважається, відео зняли у березні 2001 року. У ньому він розповів про свої плани донести «криваве послання» до Америки. У вересні 2002 року з'явилася аналогічна стрічка Абдулазіза аль-Омарі.

## У масовій культурі
- Марокканський актор Омар Бердуні зіграв його у фільмі «Загублений рейс», а канадський актор Зак Сантьяго у «Рейсі 93».
- Телевізійний фільм «The Flight That Fought Back» (2005) зображує дії пасажирів у захопленому літаку United Airlines 93, роль аль-Хазнаві зіграв актор Г'ю Мун.

## Виноски
1. ↑  Повне імʼя: Aḥmad Ibrāhīm al-Ḥaznāwī al-Ghāmdī, араб. أَحْمَدُ إِبْرَاهِيمَ ٱلْحَزْنَوِيِّ ٱلْغَاْمِدِيِّ